# Seaforth Highlanders
Le  Seaforth Highlanders (Ross–shire Buffs, The Duke of Albany's) est un régiment de la British Army (armée de terre britannique). Formé en 1881 il est dissous en 1961. Il servit notamment au cours des première et deuxième guerres mondiales.

## Historique

Au son de la cornemuse, les hommes du 7e Seaforth Highlanders progressent à travers champs au cours de l'opération Epsom près de Caen.

- 1914 : bataille de Givenchy (Première Guerre mondiale).
- 1940 : bataille de Dunkerque (Seconde Guerre mondiale).
- 1944 : bataille de Normandie (Seconde Guerre mondiale).